# Kōhei Katō
Kōhei Katō (japanisch 加藤 恒平 Katō Kōhei; * 14. Juni 1989 in Shingū) ist ein japanischer Fußballspieler.

## Karriere
Katō erlernte das Fußballspielen in der Jugendmannschaft von JEF United Chiba und der Universitätsmannschaft der Ritsumeikan-Universität. Seinen ersten Vertrag unterschrieb er 2012 bei Sacachispas FC. 2012 wechselte er zu FC Machida Zelvia. Für den Verein absolvierte er 29 Ligaspiele. Im August 2013 ging er nach Europa, wo er in Montenegro einen Vertrag beim Erstlisten FK Rudar Pljevlja unterschrieb. Am Ende der Saison 2014/2015 feierte er mit dem Verein die Meisterschaft. Die Saison 2015/2016 stand er beim Polenpolnischen Verein Podbeskidzie Bielsko-Biała in Bielsko-Biała unter Vertrag. Für den Klub absolvierte er 35 Spiele in der ersten Liga, der Ekstraklasa. Im Juli 2016 wechselte er nach Bulgarien. Hier schloss er sich dem Erstligisten Beroe Stara Sagora aus Stara Sagora an. Für Beroe stand er 44-mal in der ersten Liga auf dem Spielfeld. Ende März 2018 kehrte er nach Japan zurück. Hier nahm in der Erstligist Sagan Tosu aus Tosu unter Vertrag. Für Tosu stand er nur einmal in der Saison auf Spielfeld. Im März 2019 zog es ihn wieder nach Polen, wo er sich bis Mitte des Jahres dem Zweitligisten Widzew Łódź aus Łódź anschloss. Nach der Saison war er bis Ende Oktober 2019 vertrags- und vereinslos. Am 25. Oktober 2019 nahm ihn der St. Joseph’s FC aus Gibraltar unter Vertrag. Der Verein spielte in der ersten Liga, der Gibraltar Eurobet Division. Ende Januar 2020 ging er nach Montenegro, wo er bis Juli 2021 für den FK Iskra Danilovgrad und FK Podgorica spielte. Über den portugiesischen Verein Anadia FC aus Anadia wechselte er im Dezember 2021 nach Thailand. Hier verpflichtete ihn der Erstligist Chiangrai United. Für den Verein aus Chiang RaiChiangrai absolvierte er 15 Erstligaspiele. Nach Saisonende wurde sein Vertrag in Chiangrai nicht verlängert und der Mittelfeldspieler schloss sich kurze Zeit später dem heimischen Zweitligisten FC Ryūkyū an. Am Ende der Saison 2022 belegte Ryūkyū den vorletzten Tabellenplatz und musste in die dritte Liga absteigen.

## Erfolge
FK Rudar Pljevlja
- Prva Crnogorska Liga: 2014/15